# 哈德森 (伊利諾伊州)
哈德森（英語：Hudson）是位於美國伊利諾伊州麥克萊恩縣的一個村落。

## 地理
哈德森的座標為40°36′21″N 88°59′14″W / 40.60583°N 88.98722°W，而該地最高點為海拔高度233米（即764英尺）。

## 人口
根據2010年美國人口普查的數據，哈德森的面積為2.28平方千米，當中陸地面積為2.28平方千米，而水域面積為0.00平方千米。當地共有人口1838人，而人口密度為每平方千米806人。